# Opatje selo
Opatje selo – wieś w Słowenii, w gminie Miren-Kostanjevica. W 2018 roku liczyła 440 mieszkańców.